# Piccoli boati
Piccoli boati è il primo EP del cantautore italiano Tananai, pubblicato il 21 febbraio 2020.

## Descrizione
Il disco, anticipato il 17 gennaio 2020 dal singolo Giugno, si compone di sei tracce scritte, composte e prodotte dallo stesso Tananai.

## Tracce
Testi e musiche di Alberto Cotta Ramusino.
1. Seno sinistro – 3:43
2. 10K Scale – 3:18
3. Giugno – 2:58
4. Paglie – 3:21
5. Bidet (E altre scuse per mancarsi) – 2:40
6. Saturnalia – 4:08